# Zoran Babić
Zoran Babić (en serbe cyrillique : Зоран Бабић ; né le 16 avril 1971) est un homme politique serbe. Il est membre du Parti progressiste serbe  (SNS) et président du groupe parlementaire du SNS à l'Assemblée nationale de la république de Serbie.

## Parcours
Aux élections législatives anticipées du 11 mai 2008, Zoran Babić figure sur la liste du Parti radical serbe (SRS). Le parti obtient 29,45 % des suffrages et envoie 78 représentants à l'Assemblée nationale de la république de Serbie. Babić devient député.
Lors des élections législatives du 6 mai 2012, Zoran Babić, après avoir quitté le SRS et rejoint le Parti progressiste serbe (SNS), figure sur la liste de la coalition Donnons de l'élan à la Serbie, emmenée par Tomislav Nikolić. L'alliance recueille 24,04 % des suffrages et obtient 73 députés à l'Assemblée nationale de la république de Serbie. Zoran Babić est réélu à l'Assemblée.
À l'assemblée, il est président du groupe parlementaire du SNS. En plus de cette fonction, il est président de la Commission des questions administratives et budgétaires, des mandats et de l'immunité ; en tant que suppléant, il participe aux travaux de la Commission de la défense et des affaires intérieures et la Commission de contrôle des services de sécurité. Il est également membre de la délégation serbe à l'Assemblée parlementaire de l'OSCE.